# Bundesautobahn 391
Die Bundesautobahn 391 (Abkürzung: BAB 391) – Kurzform: Autobahn 391 (Abkürzung: A 391) – auch Braunschweiger Stadtautobahn oder Westtangente Braunschweig genannt – ist eine Autobahn, die in Nord-Süd-Richtung am westlichen Rande der Stadt Braunschweig entlang verläuft. Sie hat eine Länge von zwölf Kilometern, verbindet die A 39 im Süden mit der A 2 im Norden und geht schließlich nördlich von Braunschweig bei Bechtsbüttel in die Bundesstraße 4 nach Meine, Gifhorn und Uelzen über.
Sie war ursprünglich vor allem als Entlastung der Braunschweiger Innenstadt und des so genannten städtischen Rings (Braunschweiger Ring) für die Bewohner der Region gedacht und sollte das Gebiet um Salzgitter und den Harzraum mit dem Autobahnnetz verbinden, diente viele Jahre aber auch für den Fernverkehr und fast den gesamten Schwerlastverkehr zwischen Polen und Berlin in Richtung Frankfurt am Main und Stuttgart. Dabei wurde die Strecke als eine Art Umleitung für das letzte damals noch fehlende Teilstück der A 39 zwischen Cremlingen und dem Kreuz Wolfsburg/Königslutter benutzt.
Die A 391 ist jedoch nicht als überregionale Verbindung konzipiert. Insbesondere im südlichen Bereich liegt sie daher ausbaumäßig deutlich unter dem üblichen Autobahnstandard und besitzt über mehrere Kilometer keine Seitenstreifen.
Das Autobahndreieck Braunschweig-Südwest wurde umgebaut, damit die A 39 als Hauptfahrbahn durch das Dreieck führt; zuvor ging die A 39 aus Salzgitter in die A 391 über und umgekehrt. Grund für den Umbau ist die Fertigstellung der A 39 südlich und östlich von Braunschweig und der damit erfolgte Lückenschluss der A 39 mit der A 2, wodurch die A 39 stärker vom Fernverkehr genutzt wird. Das Planfeststellungsverfahren zum Umbau hatte Ende Februar 2007 begonnen, der Planfeststellungsbeschluss erfolgte am 6. Juni 2008. Die Bauarbeiten wurden im November 2008 begonnen und am 28. August 2012 abgeschlossen.

## Weiterbau
Frühere Planungen sahen vor, die A 391 über ihr derzeitiges nördliches Ende an der B 4 weiter bis nach Gifhorn zu führen. Dort sollte in Form eines Autobahndreiecks Anschluss an die A 32 bestehen. Die Planungen für diese nördliche Verlängerung als auch für den Bau der A 32 wurden mittlerweile aufgegeben. Stattdessen sehen die aktuellen Planungen des Bundesverkehrswegeplans 2030 einen vierspurigen Ausbau der B 4 bis Gifhorn vor.
Am südlichen Ende ist kein Weiterbau geplant. Die Autobahn endet am Autobahndreieck Braunschweig-Südwest und geht in die A 39 über. Etwa einen Kilometer östlich schließt sich am Autobahnkreuz Braunschweig-Süd die A 36 an, die weiter über Wolfenbüttel und den Nordharzrand bis zum AK Bernburg mit der A 14 führt.